# Imani Tafari-Ama
Imani Tafari-Ama (* 1. August 1960 in Manchester Parish) ist eine jamaikanische Kulturanthropologin, Hochschullehrerin, Autorin und Kuratorin.
Sie promovierte 2002 im Bereich "Development Studies" am International Institute of Social Studies der Erasmus-Universität Rotterdam in Den Haag. Sie besitzt zudem einen Master im Bereich "Women and Development Studies" (1989) und einen Bachelor im Bereich "Communication with Langage and Literature" (1982).
Sie lehrte von 2004 bis 2015 an der University of the West Indies in Mona (Jamaika) unter anderem in den Bereichen Feminismus, Rastafari und Kulturelle Entwicklung.
Seit 2017 ist sie als Fellow der deutschen Kulturstiftung des Bundes und Kuratorin am Flensburger Schifffahrtsmuseum für die Ausstellung Rum, Schweiß und Tränen verantwortlich. Mit dieser Ausstellung wird erstmals die Beteiligung der Stadt Flensburg an Sklavenarbeit und Ausbeutung in Dänisch-Westindien (heute Amerikanische Jungferninseln) in breiter Öffentlichkeit thematisiert.

## Publikationen (Auswahl)
- Blood, Bullets And Bodies: Sexual Politics Below Jamaica's Poverty Line. 2017, Beaten Track Publishing, ISBN 978-1786451361
- Lead in the Veins: Poetic Reflections on Life, Love and (In)justice. 2016, Beaten Track Publishing; ISBN 978-1786451132
- Up for air: the half has never been told!. 2014, ISBN 978-0964704565
- Resistance without and within: reasonings on gender relations in RastafarI. In: Michael Barnett: Rastafari in the new millennium: a Rastafari reader, 2014, ISBN 978-0815633600
- Norms and taboos of sexuality. In:  Donna Weir-Soley, Opal Palmer Adisa: Caribbean Erotic: Poetry, Prose & Essays, 2011, Peepal Tree Press, ISBN 978-1845230890
- Gender Power Dynamics in Jamaica's Ghetto Trap: Southside. In: Thanh-Dam Truong, Saskia Wieringe und Amrita Chhachhi, Engendering human security: Feminist perspectives, 2007, ISBN 978-1842777794
- Rastawoman as rebel: Case studies in Jamaica. In: Samuel Murrel: Chanting down Babylon: The Rastafari Reader, 1998, ISBN 978-1566395847